# اگدن ۲۳۹۸۰
سیارک ۲۳۹۸۰ (به انگلیسی: 23980 Ogden، نامگذاری:1999JA124) بیست و سه هزار و نهصد و هشتادمین سیارک کشف شده‌است که در ۱۴ مه ۱۹۹۹ کشف شد.
قدر مطلق سیارک برابر ۱۸.۶ است.